# Энума Ану Энлиль
«Энума Ану Энлиль» (название дано по первой строке, букв.: «Когда Ану и Энлиль…») — серия клинописных табличек, составленная на рубеже II—I тыс. до н. э. в Древнем Междуречье. Таблички содержат около 7000 астрологических предзнаменований, собранных за тысячелетний период наблюдений.

## История
«Энума Ану Энлиль» являлся основополагающим источником сведений в астрологии предзнаменований Новоассирийского царства. В этот исторический период царю регулярно докладывали о появлении Луны, планет и прочих зафиксированных небесных знамениях, сопровождая доклады предсказательными комментариями, составленными на основе изучения архивов на предмет аналогичных небесных явлений в прошлом и сопровождавших их событий земных.
Свою каноническую форму свод «Энума Ану Энлиль» обрёл, видимо, в Касситский период (1651—1157 гг. до н. э.). Это подтверждают результаты проведённых в 1927 г. французских археологических раскопок аморейского поселения Катна, во время которых была найдена одна из табличек лунного раздела «Энума Ану Энлиль». Поскольку Катна подверглась массивному разрушению около 1360 г. до н. э., это указывает, что, по крайней мере, некоторые предзнаменования цикла могут относиться к этому и более ранним периодам. В пользу того, что прототип «Энума Ану Энлиль» мог существовать уже в Старовавилонском периоде свидетельствует табличка № 63, которая представляет собой таблицы Венеры Амми-цадукской, датируемые XVII в. до н. э. и содержащие список предзнаменований по появлению и исчезновению Венеры, а это означает, что основа «Энума Ану Энлиль» могла быть заложена ещё во времена первой вавилонской династии (1950—1651 гг. до н. э.).
Тексты «Энума Ану Энлиль» продолжали использоваться на протяжении всего I тыс. до н. э.; так последняя из известных копий текстов была выполнена в 194 г. до н. э. На рубеже IV—III вв. до н. э. содержание первых 49 табличек серии попало в Индию, а оставшаяся часть сведений стала известна индийцам непосредственно перед началом новой эры.

## Содержание
«Энума Ану Энлиль» представляет собой 68 или 70 (в зависимости от редакции) глиняных табличек. Из-за особенностей археологии XIX в. 6 табличек или утрачены или сильно расколоты, однако по имеющимся данным удалось более или менее достоверно установить, какого рода информация содержалась в них. Первые 13 табличек рассматривают появления Луны в различные дни месяца и её гало. Четырнадцатая табличка содержит схему расчёта видимости Луны. Таблички с 15 по 22 посвящены лунным затмениям. Таблички с 23 по 29 описывают предзнаменования по появлению Солнца, его окраске и соотношению с облаками. Следующий раздел (таблички 30—39) рассматривают солнечные затмения. Таблички 40—49 посвящены погодным явлениям. Последние таблички содержат описания предзнаменований, связанных со звёздами и планетами.
Каждая строка в «Энума Ану Энлиль» следует схеме: «Если на небе произошло событие А, на земле случится В», где в роли события A выступают лунные и солнечные затмения, вид светила в моменты его восходов и заходов, различные необычные явления вроде комет, а предсказания касаются только царской семьи и страны в целом; индивидуальные прогнозы в астрологии появятся только с рассветом традиции гороскопической астрологии. Важную роль в предсказаниях «Энума Ану Энлиль» играют созвездия, однако зодиакальные созвездия в ранних версиях не выделены. Положения Луны и планет относительно созвездий отмечаются только в поздних редакциях «Энума Ану Энлиль», датируемых I тыс. до н. э.